# Objaw Barlowa
Objaw Barlowa (manewr Barlowa) – objaw ortopedyczny stanowiący test przesiewowy dysplastycznych lub niestabilnych stawów biodrowych. Polega na wyczuwalnym palcami przemieszczeniu głowy kości udowej dziecka poza panewkę stawu biodrowego. Podczas wykonywania manewru lekarz obejmuje jedną ręką miednicę dziecka, z kciukiem ułożonym na spojeniu łonowym i pozostałymi palcami na kości krzyżowej, a drugą ręką obejmuje udo dziecka, z kciukiem na przyśrodkowej powierzchni uda i pozostałymi palcami w okolicy pośladkowo-krętarzowej. Podobnie jak manewr Ortolaniego rękoczyn ten powinien być wykonywany tylko przez wykwalifikowany personel medyczny. 